# Pamplemousses
Cet article concerne le district de l'île Maurice, pour le fruit voir pamplemousse
Ne doit pas être confondu avec Pamplemousses (ville).

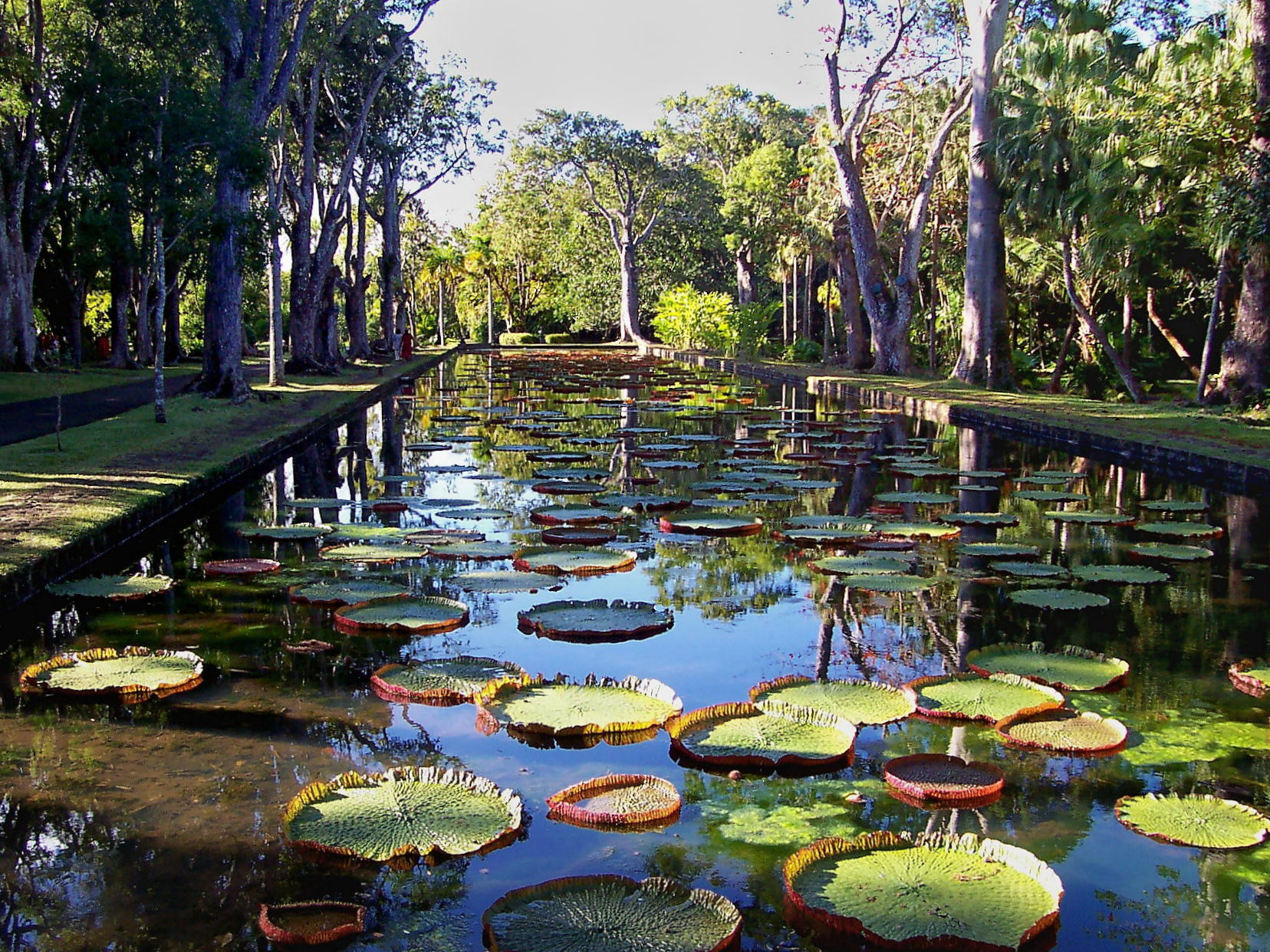
Nénuphars géants du Jardin de Pamplemousses

Pamplemousses est un district de Maurice, situé dans le nord-ouest de l'île principale.
On y trouve notamment le jardin botanique le plus remarquable de l'île, le Jardin de Pamplemousses fondé au XVIIIe siècle. Le littoral du district offre des points de vue touristiques appréciés comme la baie aux Tortues ou la baie du Tombeau, et surtout la Pointe aux Canonniers avec ses plages et ses hôtels, ainsi que la plage de Trou-aux-Biches.
L'intérieur du district de Pamplemousses est riche d'une nature sauvage avec le lac de La Nicolière.

## Localités
- Partie ouest d'Amitié (Maurice)
- Arsenal
- Crève Cœur
- Fond du Sac
- Grand Baie (en partie)
- Le Hochet
- Pamplemousses
- Plaine des Papayes
- Pointe-aux-Piments
- Terre Rouge
- Triolet

## Personnalités
- Prosper d'Épinay, sculpteur, est né à Pamplemousses ;
- Césarine d'Houdetot, femme de lettres, est née à Pamplemousses ;
- Charles d'Houdetot, homme politique, est né à Pamplemousses ;
- Gaëtan de Rosnay, peintre, a vécu à La Rosalie, quartier de Pamplemousses ;
- Jean Chrysostome Janvier Monneron est mort à Pamplemousses.